# Sportsmen's Lodge

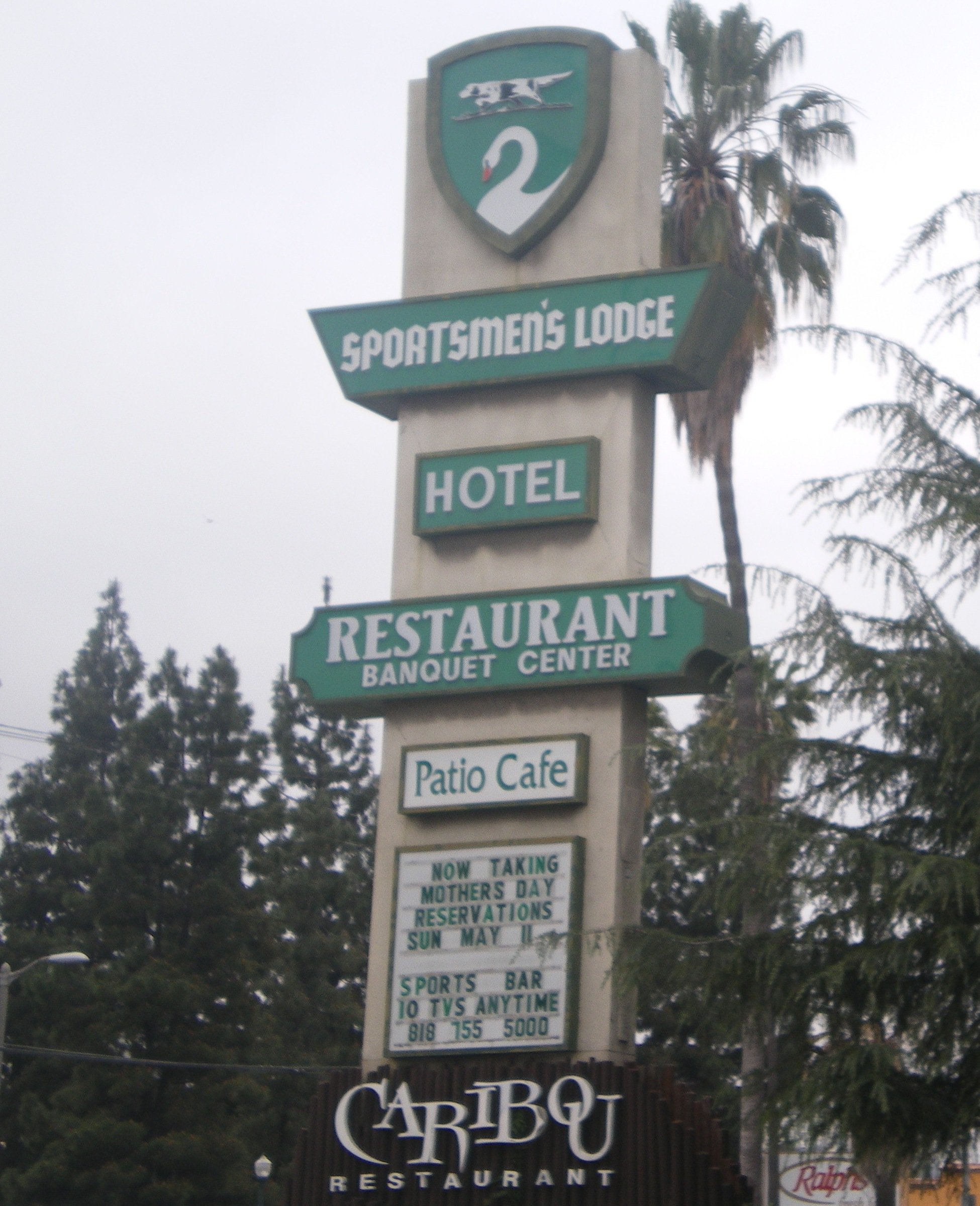
Sportsmen's Lodge, Studio City, Califórnia

O Sportsmen's Lodge é um hotel localizado na Ventura Boulevard em Studio City, Los Angeles, Califórnia. Operando sob vários nomes (incluindo "Hollywood" e "Trout Farms"), desde a década de 1880. O Sportsmen's Lodge é um ponto notório no Vale de São Fernando e até hoje é um local muito usado para celebrações, jantares e eventos públicos. Localizado no coração do bairro de Estúdio do Vale, Sportsmen's Lodge hospedou antigos atores de Hollywood, incluindo Clark Gable, Bette Davis, John Wayne, Humphrey Bogart, Lauren Bacall, Spencer Tracy e Katharine Hepburn.

## Primeiros dias
O estabelecimento começou a funcionar na década de 1880, antes de o cinema se popularizar e antes de a localidade denominada Studio City ganhar fama. Uma história do Studio City, publicada pelo Studio City Sun, descreve o Sportsmen's Lodge como um "símbolo duradouro da vida rural perdida do vale." O Sun observa que o negócio tem tido muitos proprietários desde a década de 1880, mas foi "sempre numa encruzilhada geográfica para viajantes por causa de sua proximidade com o rio e os poços artesianos." Nos dias antes de rodovias foram construídas através do vale, "todo o tráfego passou ao longo de duas vias precárias do Ventura, no vale escassamente povoado, e quando as pessoas estavam começando a fazer viagens, era um oásis no final da estrada."
Na primeira metade do século XX, o hotel era conhecido por seu lago de pesca de trutas onde famílias vinham pescar e consumir seus próprios jantares, cozidos no seu restaurante. Na década de 1910, o Lodge foi chamado de "Hollywood Trout Farms" e foi descrito como "uma coleção de cabanas caindo aos pedaços." As lagoas foram aumentadas com lagos artificiais na década de 1920 e peixes foram cultivados e distribuídos em Las Vegas e San Luis Obispo. A partir da década de 1930 até o final da segunda guerra mundial, era conhecida como "Trout Lakes".

## Ponto de encontro de Hollywood

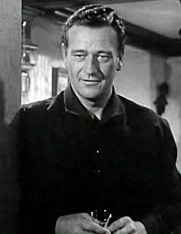
John Wayne ensinou seus filhos a pescar em lagoas de truta do Lodge.

Sportsmen's Lodge tornou-se o ponto de encontro para membros do elenco e equipe de trabalho na vizinha Republic Pictures. O negócio mais tradicional desta produtora eram os faroestes de baixa produção, nos quais trabalhavam atores como John Wayne, Rex Allen, Gene Autry e Roy Rogers que se tornaram estrelas na Republic. Posteres de filme assinados por cowboys de Hollywood ainda hoje estão nas paredes do Lodge. Alguns dos restantes vaqueiros de prata da tela de Hollywood ainda se reúnem anualmente no Sportsmen's Lodge para o Golden Boot e para a Silver Spur Awards.

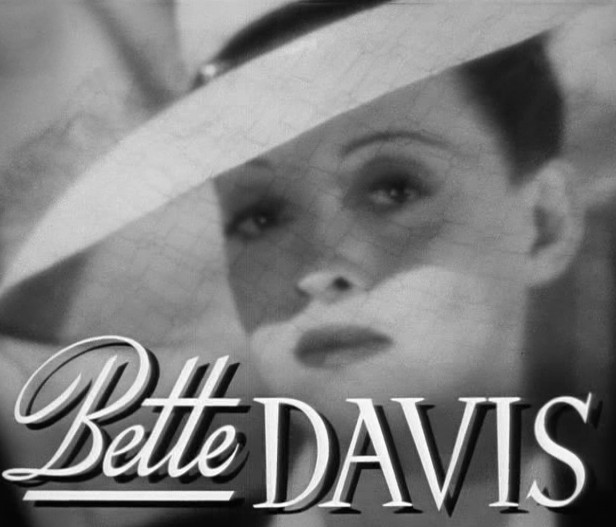
Bette Davis comia iscadas, ganchos com patê de fígado e bebia martinis no Lodge.

Em 1945, a propriedade foi denominada Sportsmen's Lodge. Um restaurante e um bar foram adicionados. Os hóspedes recebiam varas e iscas para pescarem o jantar. Há relatos de que Clark Gable, Humphrey Bogart, Bette Davis e John Wayne teriam ensinado seus filhos a pescar nas lagoas de truta do Lodge.De acordo com um desses relatos, as trutas das lagoas do Lodge foram pescadas por personalidades comoTallulah Bankhead, Lena Horne, Bette Davis e Joan Blondell. Quando as celebridades como Clark Gable frequentavam o Lodge, as taxas eram 9 dólares por um quarto individual e 25 dólares para uma suite
Um pequeno cais adjacente ao restaurante foi construídos especialmente para as celebridades que trabalharam nos estúdios das proximidades. O cais foi noticiado como o local de pesca preferido de Clark Gable, de Humphrey Bogart e de Lauren Bacall, que eram clientes habituais.
O colunista Ron Miller escreveu que o "venerável" Sportsmen's Lodge foi seu ponto de encontro favorito do vale. Miller escreveu sobre os velhos tempos do Lodge, quando Jack Elam era ator, tinha uma suíte de luxo no piso superior, enquanto trabalhava no filme Easy Street. Miller recordou que Elam tinha o hábito de consumir bebidas alcoólicas em quantidade e "as manhãs não eram seu melhor momento." Em uma ocasião, Elam entrou no Lodge's Coffee Shop com um olhar confuso no rosto. "Ele tinha esquecido onde ele tinha estacionado o carro na noite anterior porque ele estava embriagado. Eu me lembro dele dizendo que as garçonetes sabiam onde ele tinha estacionado em algum lugar no vale."
Como o vale de San Fernando cresceu nos anos após a segunda guerra mundial, a expansão urbana surgiu em torno do Sportsmen's Lodge e seus lagos de pesca de truta. Em 1962, o Sportsmen's Lodge Hotel foi construído adjacente ao salão original. Quando o hotel foi construído, os lagos tornaram-se uma casa para uma família de cisnes.
De acordo com o Studio City Sun, o departamento de saúde de Los Angeles proibiu a pesca do Lodge devido ao o terremoto de San Fernando de 1971 ter desviado a água do seu percurso natural.

## Conexões para a indústria do entretenimento

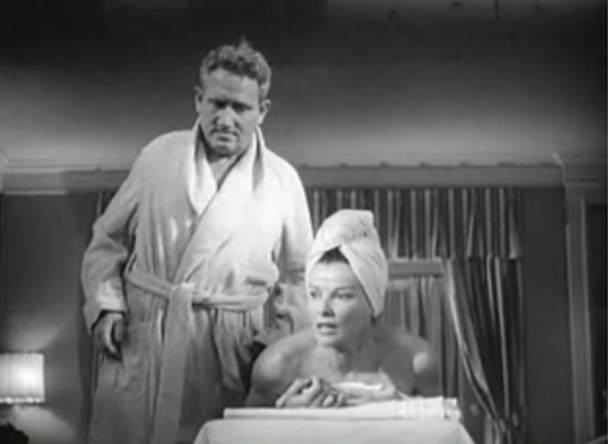
Spencer Tracy e Katharine Hepburn foram os hóspedes do Lodge.

O Sportsmen's Lodge tem uma longa história de celebridades convidadas. Em um artigo de 2007 sobre "Onde esconder as A-listers", Newscorp descreveu o Sportsmen's Lodge como "um estabelecimento agradável e despretensioso". O gerente geral Steve Scheck observou: "Há sempre algumas estrelas que precisam ficar no mais caro, lugares mais extravagantes, mas os outros só querem estar confortáveis, relaxados e se sentirem em casa." Spencer Tracy e Katharine Hepburn e o antigo Beach Boy, Brian Wilson declararam apreciar o espaço à beira da piscina olímpica. Outras celebridades, conhecidas por terem sido hóspedes ou até mesmo residentes, são Marlon Brando, Doris Day, Gene Autry, Tim McGraw, David Lee Roth, Billy Bob Thornton, Randy Travis e Trisha Yearwood.
Há vários anos, o conhecido empresário de Albert Torres comandou um clube de salsa no Sportsmen's Lodge que foi frequentado por celebridades, incluindo Vanessa L. Williams e Randa Haines.

## Política do Sportsmen's Lodge

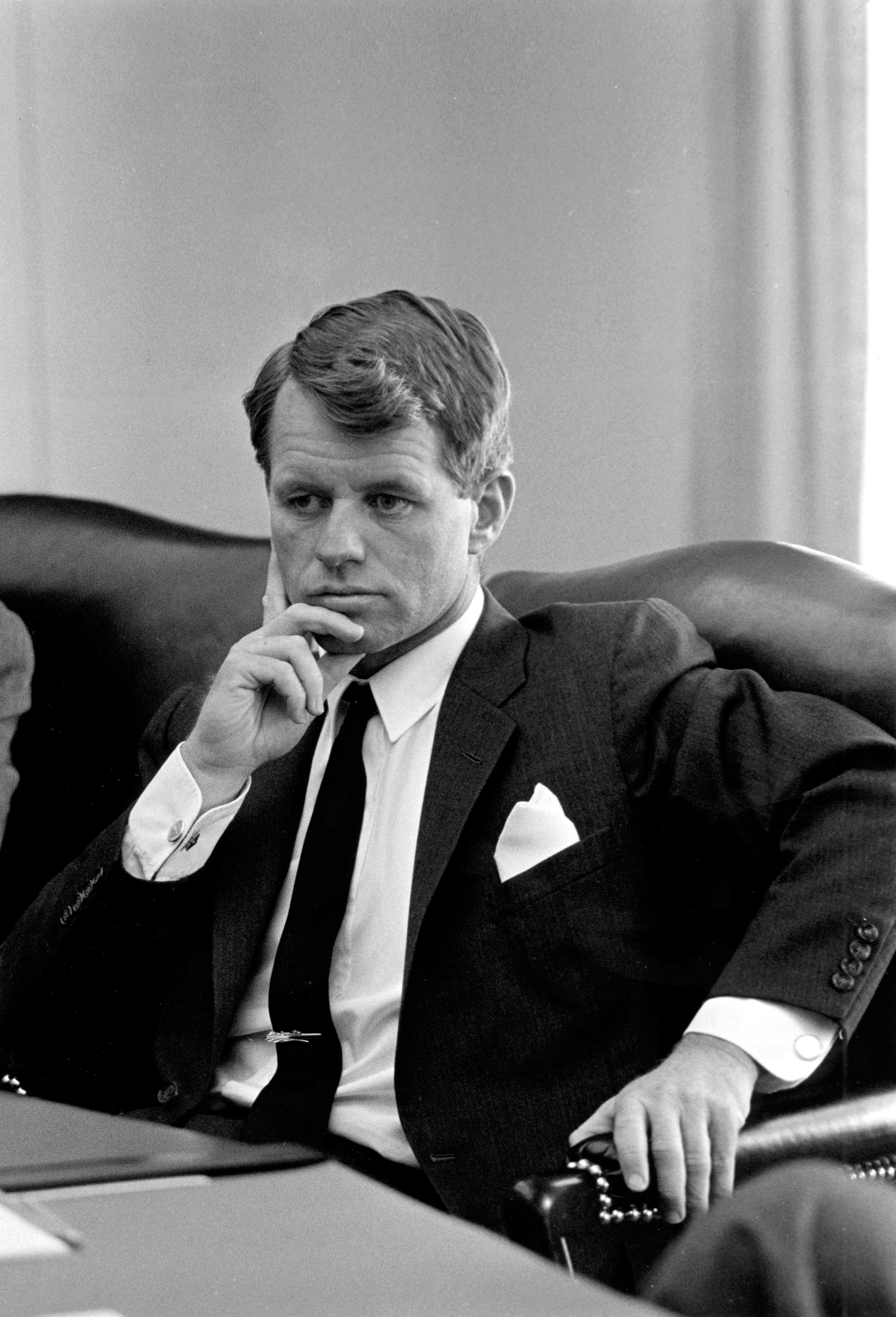
Robert Kennedy ficou na cabana antes da noite de seu assassinato em 1968.

Durante a Convenção Nacional Democrática de 2000, as delegações dos Estados de New Hampshire e Mississippi se hospedaram no Sportsmen's Lodge.

## Sportsmen's Lodge nos últimos anos
A Sportsmen's Lodge continua a ser um local popular para eventos, sala de jantar e alojamentos. Um escritor observado recentemente da loja: "é inesperado, encontrar uma barra de chalé de montanha completa com lareira de pedra maciça, neve-esquis de madeira antigos, tectos com vigas de log e chifres de alce aqui no meio de shoppings e subúrbios. Mas este é o quintal de Hollywood, por que não desfruta de um pavilhão de caça bem fora do Ventura Boulevard?"
De acordo com uma pesquisa da cidade de Los Angeles, "o hotel não é tão divertido como era antes, [mas] ainda é um lugar tranquilo com muito carácter." O hotel passou por reformas, um processo que um escritor disse que "roubou de alguns dos seu encanto pateta." No entanto, os quartos espaçosos com vista para uma olímpica aquecida piscina no pátio, Old-Fashioned, café do pátio e vizinho, Caribou, restaurante e Bar de alce de Muddy permanecem populares. LosAngeles.com diz: "senta-se este hotel contemporâneo de Los Angeles em 8 acres (32.000 m2) de lindos jardins paisagísticos, com cachoeiras, plantas nativas da Califórnia e a bela vida selvagem, incluindo cisnes e outras aves aquáticas. Toneladas de celebridades... e os executivos de topo na indústria do entretenimento tem frequentado este luxuoso hotel de Studio City."
Stand Up comics Jimmy & Joey (Joey Sorece e Brian Figarol) tem hospedado se levantou um show de comédia no pátio cisne toda sexta-feira e sábado à noite desde 2003. Eles têm hospedado Andrew "Dice" Clay e oferecem um local para quadrinhos novos e estabelecidos para aprimorar seu ofício e médios de quarenta quadrinhos por noite.[carece de fontes?]
JUSSTUSS, Brad St. James e Susi Q (também conhecido como o "New" Sonny and Cher) tem sido o entretenimento musical in-house cada sexta-feira e domingo à noite desde 2005. Eles executam no alce enlameada para os gostos de Trini Lopez, Bruce Campbell e Andy Dick.[carece de fontes?]

## Esforços para garantir a designação do sítio histórico
No início de 2000, os esforços foram tomados para garantir o status de patrimônio histórico para a Sportsmen's Lodge. Em 2002, a associação de moradores da cidade de Estúdio, apoiada pelo Los Angeles Conservancy, apresentou um pedido para designar o centro de banquetes da loja como um monumento histórico cultural.
A Comissão do Patrimônio Cultural aprovou a moção e a submeteu à chancela do Conselho da Cidade de Los Angeles. No entanto, a proposta sofreu a oposição do vereador Jack Weiss, que disse que "ele não sabe quem considera a Sportsmen's Lodge significativa." O Conservancy respondeu a Weiss, observando que Sportsmen's Lodge, "enquanto não é uma maravilha arquitetônica, tem sido considerado uma localização que concentra elementos importantes da história de San Fernando Valley em si, como seu crescimento, sua importância na cultura e na indústria da diversão." Os esforços para obter algum status protegido para o Lodge estão em curso.

## Planos de ordenamento
Em 2007, Sportsmen's Lodge foi vendido para o empresário Richard Weintraub por aproximadamente de US $50 milhões. Weintraub declaradamente tinha planos para renovar o hotel existente e adicionar serviços mais populares. O projeto manteria o nome e seria renovado "para evocar o cool de meados do século" do vale de San Fernando, na década de 1950. Planos de remodelação do Weintraub incluem a construção de mais de 300.000 pés quadrados (28.000 m²) de espaço de varejo no local.[carece de fontes?]